# Второе правительство Шалленберга
Второе правительство Шалленберга (нем. Einstweilige Bundesregierung Schallenberg) ― 51-е федеральное правительство Австрии, сформированное после краха правительства Карла Нехаммера с января 2025 года. Ожидается, что оно будет во многом идентично федеральному правительству Нехаммера, которому федеральный президент Александр Ван дер Беллен поручил продолжение официальных дел до отставки федерального канцлера Карла Нехаммера. Соответственно, 10 января 2025 года Федеральный президент в соответствии со статьей 71 Федерального конституционного закона (B-VG) поручил Александру Шалленбергу «продолжение управления Федеральной канцелярией и председательство во временном Федеральном правительстве». Шалленберг сохранил за собой пост министра иностранных дел.